# WΔZ
WΔZ (pronunciato w delta z) è un film del 2007 diretto da Tom Shankland ed interpretato da Stellan Skarsgård, Melissa George e Selma Blair.
Il film è stato distribuito in DVD negli Stati Uniti con il titolo The Killing Gene.

## Trama
Dopo il ritrovamento del cadavere di una donna incinta, torturata e con l'espressione wΔz incisa sul ventre, il detective Eddie Argo e la collega Helen Westcott vengono incaricati di indagare sull'omicidio. Successivamente si verificano altri atroci delitti, con il ritrovamento di corpi, alcuni mutilati ed altri con incisa l'equazione. Le indagini di Argo e Westcott si concentrano sulla ricerca del significato dell'equazione, scoprendo che si tratta dell'Equazione di Price e che le vittime, dopo essere state torturate, sono state poste davanti ad una scelta; uccidere una persona amata o uccidere se stessi. In breve tempo emerge che il killer ha subito un destino simile, portando i due detective a rintracciare la vittima di uno stupro, che può essere la chiave del mistero.

## Produzione
Le riprese del film sono avvenute tra Belfast e Manhattan.